# Zabytki Międzychodu
 Artykuł Zabytki Międzychodu to lista zabytkowych obiektów zlokalizowanych w mieście Międzychód, położonym w zachodniej części woj. wielkopolskiego w powiecie międzychodzkim.
| Datowanie | Datowanie     |
| --------- | ------------- |
|           | wiek XV-XVII  |
|           | XVIII w.      |
|           | 1 poł. XIX w. |
|           | 2 poł. XIX w. |
|           | 1 poł. XX w.  |

| Zabytek                                     | Zabytek                                                        | Opis źródło | Adres (ul.)     | Datowanie        | Nr i wpis do rejestru                  |
| ------------------------------------------- | -------------------------------------------------------------- | ----------- | --------------- | ---------------- | -------------------------------------- |
| Kościół parafialny pw. św. Jana Chrzciciela | Kościół parafialny pw. św. Jana Chrzciciela                    | [ 2 ]       | 17 Stycznia 71  | XVI-XVII w. 1903 | 504/A z 10.03.1969                     |
| Zespół dawnego kościoła ewangelickiego      | Kościół rzymskokatolicki parafii pw. Niepokalanego Serca Maryi |             | Piłsudskiego 27 | 1839 1913        | 747/Wlkp/A z 10.03.1969 i z 16.03.1992 |
| Zespół dawnego kościoła ewangelickiego      | Cmentarz przy kościele                                         |             |                 | XVII             | 747/Wlkp/A z 10.03.1969 i z 16.03.1992 |
| Zespół dawnego kościoła ewangelickiego      | Ogrodzenie z wnękami i płytami nagrobnymi                      | [ 3 ]       |                 | XVII-XIX         | 747/Wlkp/A z 10.03.1969 i z 16.03.1992 |
| Zespół dworca kolejowego                    | Dworzec kolejowy                                               |             |                 | 1888             | 10/Wlkp/A z 18.06.1999                 |
| Zespół dworca kolejowego                    | Magazyn                                                        |             |                 | 1888             | 10/Wlkp/A z 18.06.1999                 |
| Zespół dworca kolejowego                    | Szalet                                                         |             |                 | 1888             | 10/Wlkp/A z 18.06.1999                 |
| Zespół dworca kolejowego                    | 3 domy mieszkalne                                              |             |                 | 1910             | 10/Wlkp/A z 18.06.1999                 |
| Zespół dworca kolejowego                    | Dom mieszkalny                                                 |             | Gorzycka 5      | 1910             | 10/Wlkp/A z 18.06.1999                 |
| Zespół dworca kolejowego                    | Parowozownia                                                   |             |                 | 1910             | 10/Wlkp/A z 18.06.1999                 |
| Zespół dworca kolejowego                    | 2 nastawnie                                                    |             |                 | 1910             | 10/Wlkp/A z 18.06.1999                 |
| Zespół szkoły                               | Szkoła-Gimnazjum nr 1                                          | [ 4 ]       | Iczka 3         | 1903             | 252/Wlkp/A z 21.11.2005                |
| Zespół szkoły                               | Ogrodzenie z bramami                                           | [ 4 ]       | Iczka 3         | 1903             | 252/Wlkp/A z 21.11.2005                |
| Starostwo (dawne)                           | Urząd Miasta i Gminy (obecnie)                                 |             | Piłsudskiego 2  | 1880 1911        | 53/Wlkp/A z 2.04.2001                  |
| Starostwo (dawne)                           | Ogrodzenie z bramami                                           |             | Piłsudskiego 2  | 1880 1911        | 53/Wlkp/A z 2.04.2001                  |

## Rynek

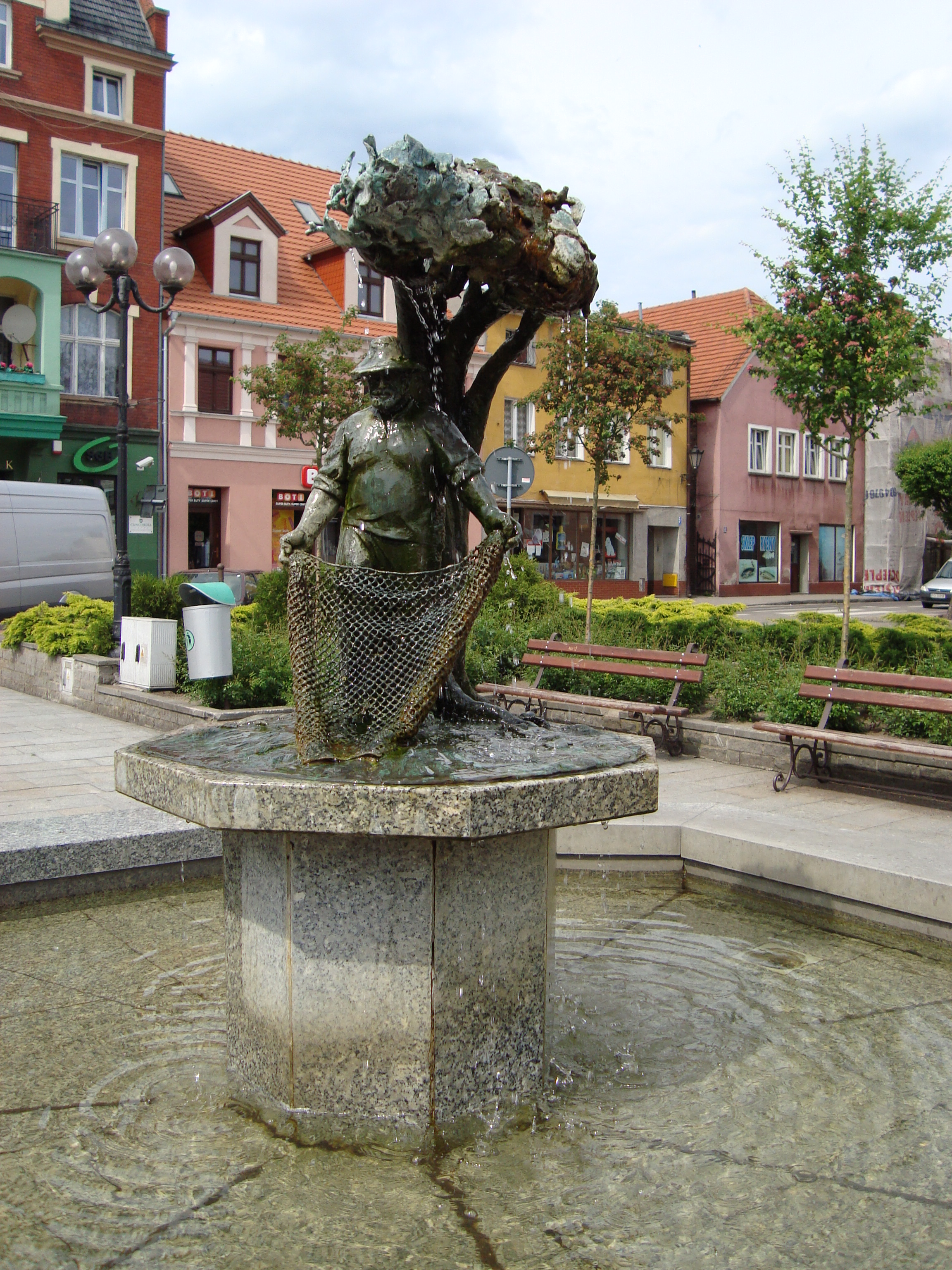
Rynek w Międzychodzie

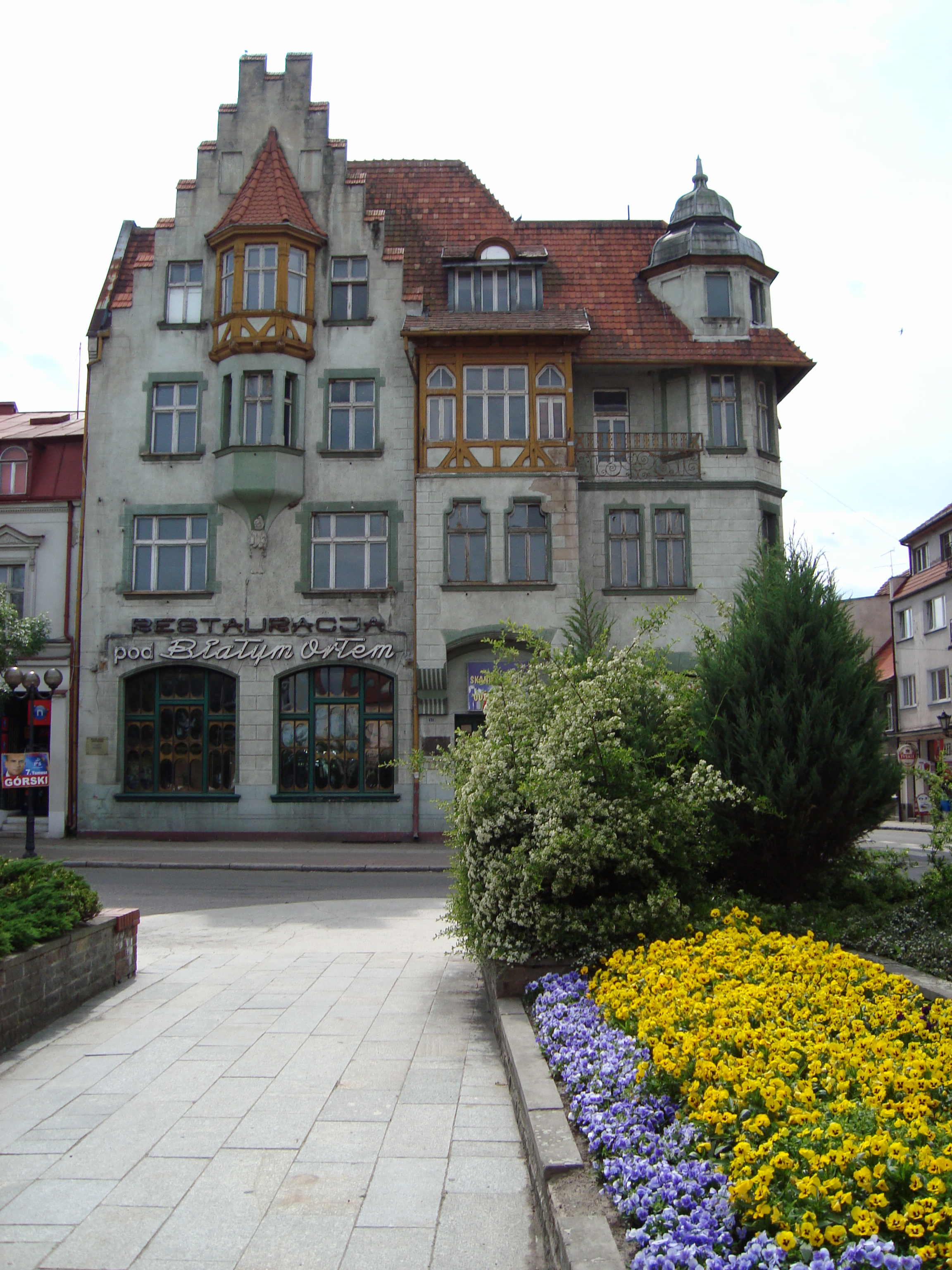
Hotel Pod Białym Orłem

Miasto posiada bardzo ciekawy i unikatowy w skali kraju układ urbanistyczny Starego Miasta. Jest ono bowiem położone na przesmyku między jeziorem Miejskim, a Wartą. Z międzychodzkiego Rynku, który jest jednym z bardziej malowniczych wielkopolskich rynków, można szybko dotrzeć zarówno nad rzekę i jezioro dzięki wąskim uliczkom, które zwane są potocznie gaskami. Całość założenia urbanistycznego uzupełniają charakterystyczne, ustawione szczytowo kamienice.
| Zabytek                | Opis źródło | Adres (ul.) | Datowanie  | Nr i wpis do rejestru  |
| ---------------------- | ----------- | ----------- | ---------- | ---------------------- |
| Budynek mieszkalny     |             | Rynek 1     | 1 poł. XIX | 637 z 24.06.1969       |
| Budynek mieszkalny     |             | Rynek 2     | 1 poł. XIX | 919 z 21.02.1970       |
| Budynek mieszkalny     |             | Rynek 3     | 1 poł. XIX | 920 z 21.02.1970       |
| Hotel Pod Białym Orłem |             | Rynek 11    | pocz. XX   | 54/Wlkp/A z 10.05.2001 |

## Ul. Rynkowa
| Zabytek            | Opis źródło | Adres (ul.) | Datowanie  | Nr i wpis do rejestru | Typ         |
| ------------------ | ----------- | ----------- | ---------- | --------------------- | ----------- |
| Budynek mieszkalny |             | Rynkowa 1   | XVIII/XIX  | 502 z 10.03.1969      |             |
| Budynek mieszkalny |             | Rynkowa 2   | XVIII/XIX  | 465 z 1.02.1969       |             |
| Budynek mieszkalny |             | Rynkowa 3   | XVIII/XIX  | 443 z 1.02.1969       | szachulcowy |
| Budynek mieszkalny |             | Rynkowa 4   | XVIII/XIX  | 453 z 1.02.1969       | szachulcowy |
| Budynek mieszkalny |             | Rynkowa 6   | XVIII/XIX  | 464 z 1.02.1969       | szachulcowy |
| Budynek mieszkalny |             | Rynkowa 7   | XVIII/XIX  | 466 z 3.02.1969       | szachulcowy |
| Budynek mieszkalny |             | Rynkowa 8   | 1 poł. XIX | 479 z 3.02.1969       |             |
| Budynek mieszkalny |             | Rynkowa 9   | XVIII/XIX  | 488 z 4.02.1969       | szachulcowy |

## Ul. 17 Stycznia
| Zabytek            | Opis źródło | Adres (ul.)     | Datowanie  | Nr i wpis do rejestru   | typ         |
| ------------------ | ----------- | --------------- | ---------- | ----------------------- | ----------- |
| Budynek mieszkalny |             | 17 Stycznia 30  | 1 poł. XIX | 640 z 24.06.1969        | szachulcowy |
| Budynek mieszkalny |             | 17 Stycznia 32  | XVIII/XIX  | 922 z 21.02.1970        | szachulcowy |
| Budynek mieszkalny |             | 17 Stycznia 33  | 1 poł. XIX | 642 z 24.06.1969        |             |
| Budynek mieszkalny |             | 17 Stycznia 34  | XVIII/XIX  | 643 z 24.06.1969        | szachulcowy |
| Budynek mieszkalny |             | 17 Stycznia 37  | 1 poł. XIX | 923 z 21.02.1970        | szachulcowy |
| Budynek mieszkalny |             | 17 Stycznia 38  | XVIII/XIX  | 644 z 24.06.1969        | szachulcowy |
| Budynek mieszkalny |             | 17 Stycznia 40  | 1 poł. XIX | 645 z 24.06.1969        | szachulcowy |
| Budynek mieszkalny |             | 17 Stycznia 48  | pocz. XIX  | 646 z 24.06.1969        | szachulcowy |
| Budynek mieszkalny |             | 17 Stycznia 95  | 1 poł. XIX | 647 z 24.06.1969        | szachulcowy |
| Budynek mieszkalny |             | 17 Stycznia 121 | poł. XIX   | 648 z 24.06.1969        |             |
| Muzeum Regionalne  | [ 5 ]       | 17 Stycznia 100 | 1904       | 123/Wlkp/A z 14.03.2003 |             |